# Circuito de Guecho 2011

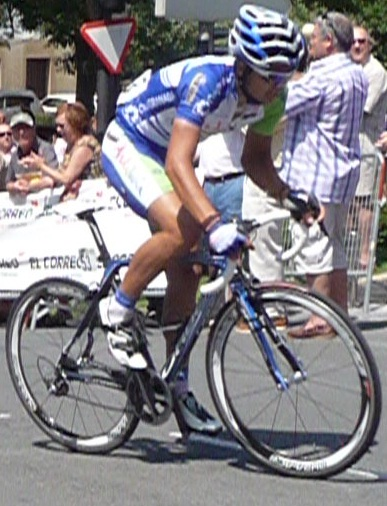
Juan José Lobato en pleno sprint.

El 66º Circuito de Guecho (11º Memorial Ricardo Otxoa) se disputó el 31 de julio de 2011, sobre un trazado de 170 km. Dicho recorrido consistía en el tradicional circuito urbano de 17 km (200 m más que habitualmente) al que esta vez se le dieron 10 vueltas, cambiando el final tradicional de la prueba por uno situado en la pequeña cota del circuito.
La prueba perteneció al UCI Europe Tour de los Circuitos Continentales UCI, dentro de la categoría 1.1.
Participaron 12 equipos. Los 2 equipos españoles de categoría UCI ProTeam (Movistar Team y Euskaltel-Euskadi); los 3 de categoría Profesional Continental (Caja Rural, Geox-TMC y Andalucía-Caja Granada,); y los 2 de categoría Continental (Burgos 2016-Castilla y León y Orbea Continental). En cuanto a representación extranjera, estuvieron 5 equipos: el UCI ProTeam del Katusha Team; y los Profesionales Continentales del Androni Giocattoli-C.I.P.I., Saur-Sojasun, Topsport Vlaanderen-Mercator y Colombia es Pasión-Café de Colombia. Formando así un pelotón de 98 ciclistas, con entre 6 (Androni Giocatolli-C.I.P.I) y 10 (Colombia es Pasión-Café de Colombia y Caja Rural) corredores cada equipo, de los que acabaron 85.
El ganador final fue Juan José Lobato (quien además se hizo con la clasificación de los neos) tras responder a un ataque en los últimos 500 metros en ascensión de Stéphane Poulhiès, finalmente segundo. Completó el podio Joaquim Rodríguez, tercero.
En las otras clasificaciones secundarias se impusieron Dalivier Ospina (montaña), Katusha (equipos) y Beñat Intxausti (euskaldunes).

## Clasificación final

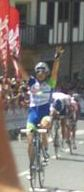
Juan José Lobato celebrando la victoria.

| \| Posición \| Ciclista \| Equipo \| Tiempo \| \| -------- \| ----------------- \| ----------------------------------- \| --------------- \| \| 1. \| Juan José Lobato \| Andalucía Caja Granada \| 3 h 47 min 21 s \| \| 2. \| Stéphane Poulhiès \| Saur-Sojasun \| a 01 s \| \| 3. \| Joaquim Rodríguez \| Katusha \| m.t. \| \| 4. \| Antonio Santoro \| Androni Giocattoli-C.I.P.I. \| a 03 s \| \| 5. \| Diego Milán \| Caja Rural \| m.t. \| \| 6. \| Juan Pablo Forero \| Colombia es Pasión-Café de Colombia \| m.t. \| \| 7. \| Francisco Ventoso \| Movistar \| m.t. \| \| 8. \| Jérôme Baugnies \| Topsport Vlaanderen-Mercator \| m.t. \| \| 9. \| Beñat Intxausti \| Movistar \| m.t. \| \| 10. \| Ricardo García \| Orbea Continental \| m.t. \| |                   |                                     |                 |
| Posición | Ciclista          | Equipo                              | Tiempo          |
| 1. | Juan José Lobato  | Andalucía Caja Granada              | 3 h 47 min 21 s |
| 2. | Stéphane Poulhiès | Saur-Sojasun                        | a 01 s          |
| 3. | Joaquim Rodríguez | Katusha                             | m.t.            |
| 4. | Antonio Santoro   | Androni Giocattoli-C.I.P.I.         | a 03 s          |
| 5. | Diego Milán       | Caja Rural                          | m.t.            |
| 6. | Juan Pablo Forero | Colombia es Pasión-Café de Colombia | m.t.            |
| 7. | Francisco Ventoso | Movistar                            | m.t.            |
| 8. | Jérôme Baugnies   | Topsport Vlaanderen-Mercator        | m.t.            |
| 9. | Beñat Intxausti   | Movistar                            | m.t.            |
| 10. | Ricardo García    | Orbea Continental                   | m.t.            |